# Leendert Verstoep
Leendert Gerardus Verstoep (Gouda, 29 januari 1889 – Leiderdorp, 3 maart 1967) was een Nederlands beeldhouwer en houtsnijwerker.

## Leven en werk
Verstoep werd geboren in Gouda als zoon van Cornelis Verstoep en Pieternella van Wijk. Hij werd van ca. 1901 tot 1907 opgeleid aan de Academie van Beeldende en Technische Kunsten als leerling van Lambertus Edema van der Tuuk en Simon Miedema. Hij werkte enige tijd in Duitsland en was vanaf ca. 1914 werkzaam bij het atelier Van den Bossche en Crevels in Amsterdam. Hij trouwde in 1915 met Sophia Francisca Stibolt (1890-1981). In 1929 emigreerde hij met zijn vrouw naar de Verenigde Staten, waar hij een beeldhouwersopleiding volgde in New York. In 1932 keerde het gezin terug naar Nederland. Hij woonde in jaren daarna in Amsterdam, Haarlem en Leiderdorp.
Verstoep overleed in 1967, op 78-jarige leeftijd.

## Werken (selectie)
- ca. 1914 ornamenteel beeldhouwwerk voor De Bijenkorf (Amsterdam)
- 1926 beeldhouwwerk Nieuwe Kerk (Delft), naar modellen van Niek van der Schaft
- 1935-1939 restauratiebeeldhouwwerk stadhuis van Leiden
- 1940 timpaan met gemeentewapen voor het raadhuis in Alphen aan den Rijn